# Осада Бостона
Осада Бостона (англ. Siege of Boston) — начальная фаза Войны за независимость США, в ходе которой новоанглийские ополченцы, впоследствии ставшие частью Континентальной армии, 19 апреля 1775 года блокировали Бостон и под командованием Джорджа Вашингтона через 11 месяцев осады взяли город, вынудив британцев отступить и отплыть в Новую Шотландию.
Британский командующий Уильям Хау, осознав, что больше не может удерживать город, отступил 17 марта 1776 года (сейчас отмечается, как День эвакуации) в Галифакс.

## Предыстория
До 1775 года британцы ввели налоги и пошлины на ввоз в американские колонии, против чего жители возражали, поскольку у них не было британского парламентского представительства. В ответ на «Бостонское чаепитие» и другие акции протеста 4000 британских военнослужащих под командованием генерала Томаса Гейджа были отправлены, чтобы занять Бостон и успокоить беспокойную провинцию Массачусетского залива. Парламент уполномочил Гейджа и расформировал местное правительство провинции (во главе с Джоном Хэнкоком и Сэмюэлем Адамсом). Оно было преобразовано в Континентальный конгресс и продолжало собираться. Континентальный конгресс призвал к организации местных ополченцев и координировал накопление оружия и других военных поставок. Согласно условиям «Закона о Бостонском порту» 1774 года, Гейдж закрыл Бостонский порт, что вызвало большую безработицу и недовольство.
19 апреля 1775 года британские войска были направлены для конфискации оружия и боеприпасов в городе Конкорд. В ходе рейда британский отряд Джона Питкерна приказал открыть огонь по лексингтонским ополченцам. В Конкорде части британских сил были обстреляны ополченцами. Столкновения с ополченцами, известные как Сражения при Лексингтоне и Конкорде заставили противника отступить в укрепления Бостона
В ответ на эти действия все колонии Новой Англии собрали ополченцев и отправили их в Бостон.

## Осада
Сразу же после боев 19 апреля ополченцы Массачусетса под руководством Уильяма Хета, которого позже сменил генерал Артемас Уорд, построили цепь осадных укреплений от Челси, вокруг полуостровова Бостона и Чарльзтауна и Роксбери, окружив Бостон с трех сторон. В частности, они заблокировали Чарльзтаун-Нек (единственный доступ к суше в Чарльзтаун) и Бостон-Нек (единственный доступ к Бостону, который тогда был полуостровом), оставив только гавань и доступ к морю под британским контролем.
Сразу после создания осадной линии численность колониальных сил возросла: к Бостону прибыли ополченцы из Нью-Гемпшира, Род-Айленда и Коннектикута. Континентальный конгресс принял решение признать ополчение и создать в том числе и на его основе Континентальную армию, а также назначить Джорджа Вашингтона главнокомандующим. Генерал Гейдж писал о своем удивлении по поводу числа повстанцев, окружающих город: «Повстанцы — это не тот отвратительный сброд, о котором так думали многие… Во всех своих войнах против французов они никогда не проявляли такого поведения, внимания и настойчивость, как они делают сейчас». Генерал Гейдж обратил своё внимание на укрепление легко обороняемых позиций. На юге, в Роксбери, Гейдж назначил линии обороны с 10 пушками по двадцать четыре фунта. В самом Бостоне четыре холма были быстро укреплены. Они должны были стать главной защитой города. Со временем каждый из этих холмов был укреплен. Гейдж также решил покинуть Чарльзтаун, переправив осажденные силы (отступившие из Конкорда) в Бостон. В ноябре Вашингтон послал бывшего книготорговца Генри Нокса привезти в Бостон тяжёлую артиллерию, которая была захвачена в форте Тикондерога. Во время технически сложной и ответственной операции Ноксу удалось добыть много орудий, общим весом 60 тонн к январю 1776 года. В марте 1776 года эти пушки были использованы при фортификации Дорчестер-Хайтс, откуда имелся хороший вид на гавань и город, а также была возможность обстреливать Бостон из орудий.

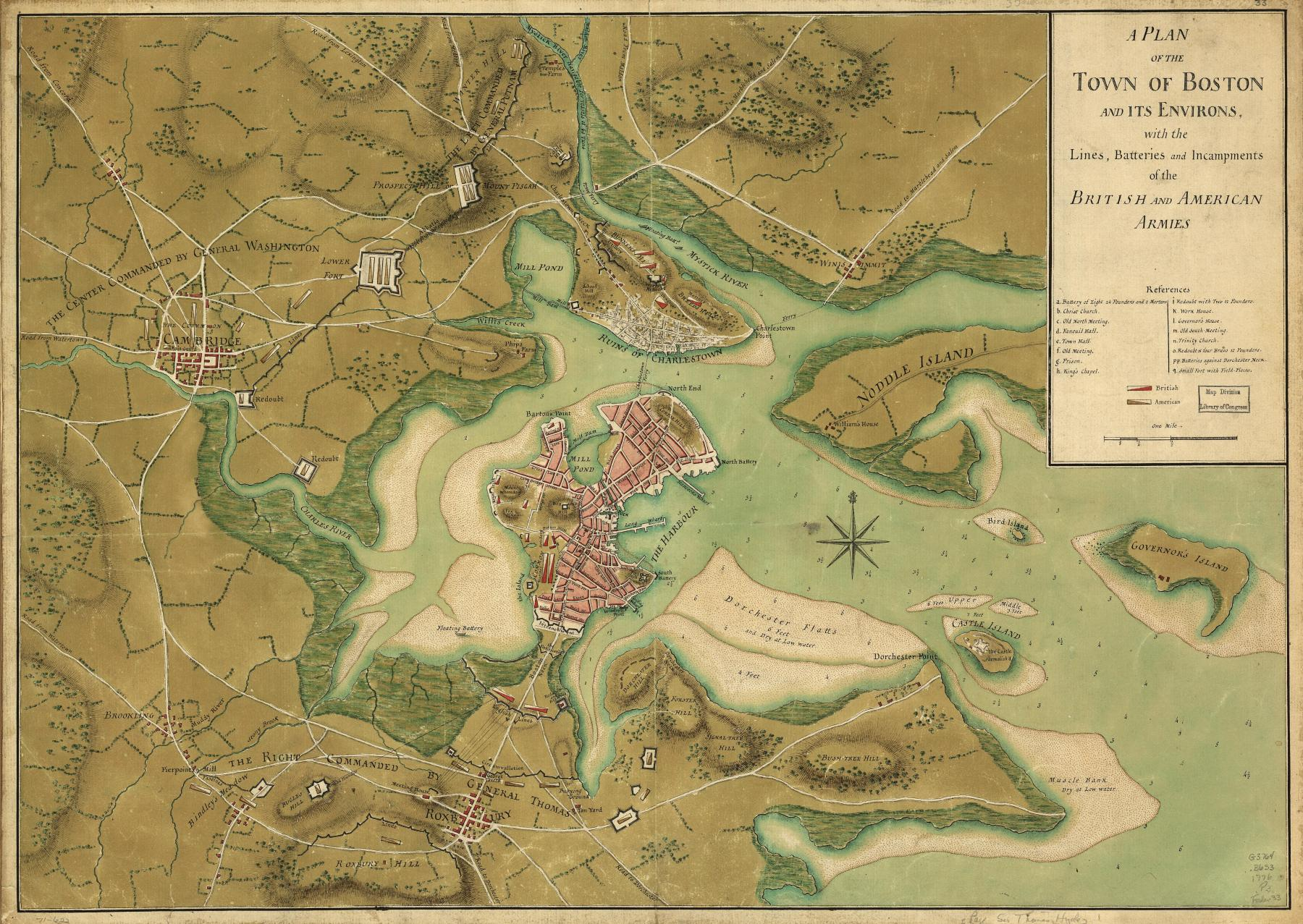
Карта осады 1776 года
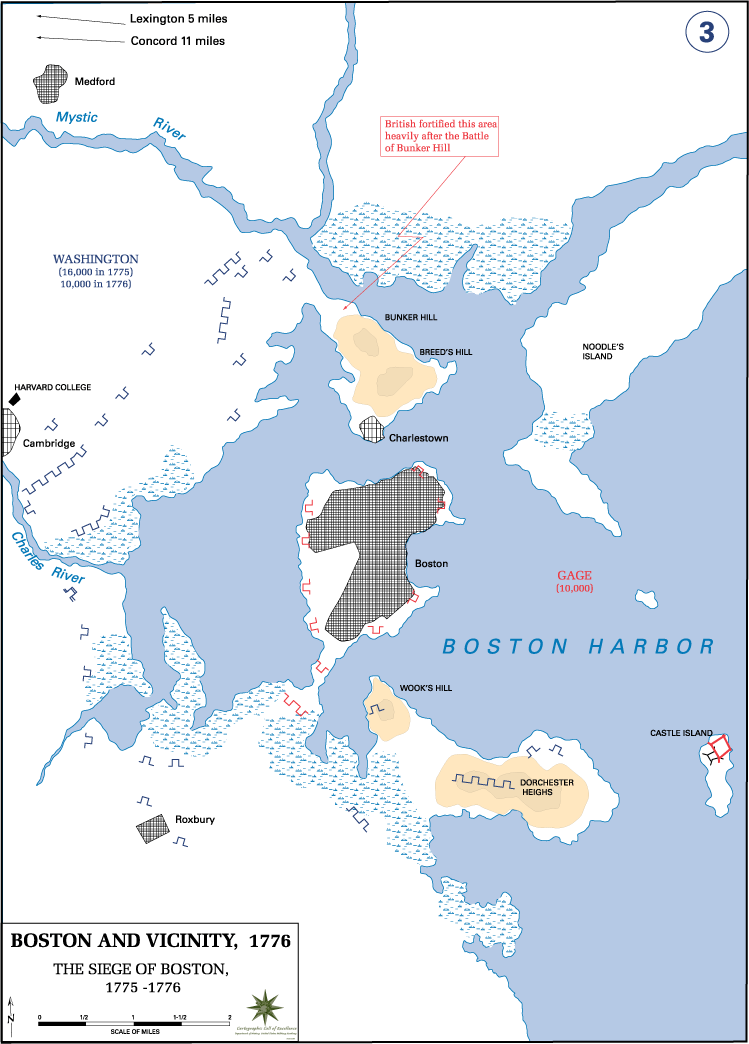
Окрестности Бостона 1775-1776 гг.

Сам город Чарльзтаун был совершенно пуст, и возвышенность Чарльзтауна (Банкер-Хилл и Бридз-Хилл) осталась без защиты, как и высоты Дорчестера, с которых проглядывались гавань и город. Британцы сначала сильно ограничивали передвижение в город и из города, опасаясь проникновения оружия. Осажденные и осаждающие в конечном итоге достигли неформального соглашения, разрешающего движение по Бостонскому перешейку, при условии, что огнестрельного оружия у жителей не будет. Жители Бостона сдали почти 2000 мушкетов, и большинство жителей-патриотов покинули город. Многие лоялисты, жившие за пределами города Бостона, покинули свои дома и скрылись в городе. Большинство из них считали, что жить за пределами города небезопасно, потому что патриоты теперь контролируют сельскую местность. Некоторые из мужчин, после прибытия в Бостон, присоединились к лоялистским полкам при британской армии.
Поскольку осада не блокировала гавань, город оставался открытым для Королевского флота под командованием вице-адмирала Сэмюэля Грейвса, чтобы доставлять грузы из Новой Шотландии и других мест. Колониальные силы мало что могли сделать, чтобы остановить эти поставки из-за морского превосходства британского флота. Тем не менее, американским частникам удалось запугать суда снабжения, и цены на продукты питания быстро выросли. Теперь, дефицит означал, что британские войска были на пониженных «коротких пайках». Как правило, американские войска могли собирать информацию о том, что происходило в городе, у людей, спасающихся в Бостоне, но у генерала Гейджа не было эффективных сведений о деятельности повстанцев.

## Ранние стычки

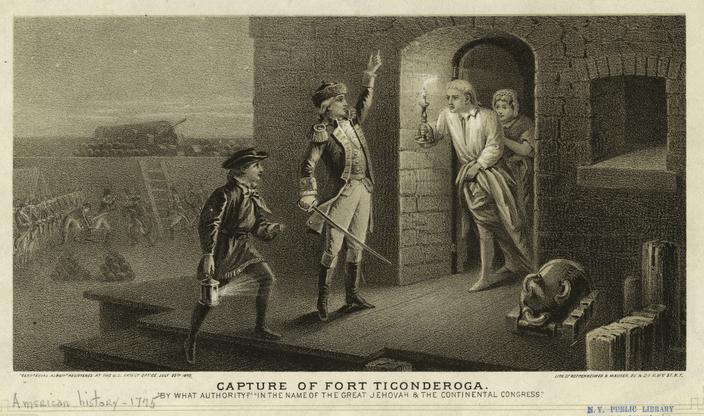
Итан Аллен требует сдачи форта Тикондерога

3 мая Конгресс провинции Массачусетс уполномочил Бенедикта Арнольда собрать силы для захвата форта Тикондерога у южного края озера Шамплейн в провинции Нью-Йорк, в котором, как было известно, хранилось много орудий, но который был слабо защищён. Арнольд прибыл в Каслтон (нынешний Вермонт; спорная территория между Нью-Йорком и Нью-Гемпширом), где он присоединился к Итану Аллену и ополченцам Коннектикута, которые так же задумывали захватить форта Тикондерога.
10 мая этот отряд под совместным руководством Арнольда и Аллена захватил Форт Тикондерога и Форт Краун-Пойнт. Они также захватили большое военное судно на озере Шамплейн во время осады форта Сен-Жан. Они нашли более 180 пушек, а также другое оружие и припасы, которые, зарождающаяся Континентальная армия сочла бы полезными для усиления контроля над Бостоном. Бостону не хватало регулярного запаса свежего мяса, а многим лошадям требовалось сено. 21 мая Гейдж приказал группе отправиться на остров Грэйп во внешней гавани и привезти сено в Бостон. Когда континентальная армия на материке заметила это, они подняли тревогу. Когда британская сторона прибыла, они попали под огонь милиции. Милиция подожгла сарай на острове, уничтожив 80 тонн сена, и помешала британцам взять более 3 тонн.
Континентальные силы, частично в ответ на инцидент на острове Грэйп, работали над тем, чтобы очистить портовые острова от скота и запасов, полезных для британцев. 27 мая в битве за ручей Челси британские морские пехотинцы попытались остановить вывоз скота с некоторых островов. Американцы оказали сопротивление, и в ходе акции британская шхуна «Диана» села на мель и была уничтожена, но не раньше, чем континентальная армия восстановили свое вооружение. В попытке помочь подавить восстание, Гейдж выпустил прокламацию 12 июня, предлагая помиловать всех, кто сложит оружие, за исключением Джона Хэнкока и Сэмюэля Адамса. Это вызвало гнев среди патриотов и вместо того, чтобы подавить восстание, все больше людей начали поднимать оружие.

## Бридс-Хилл

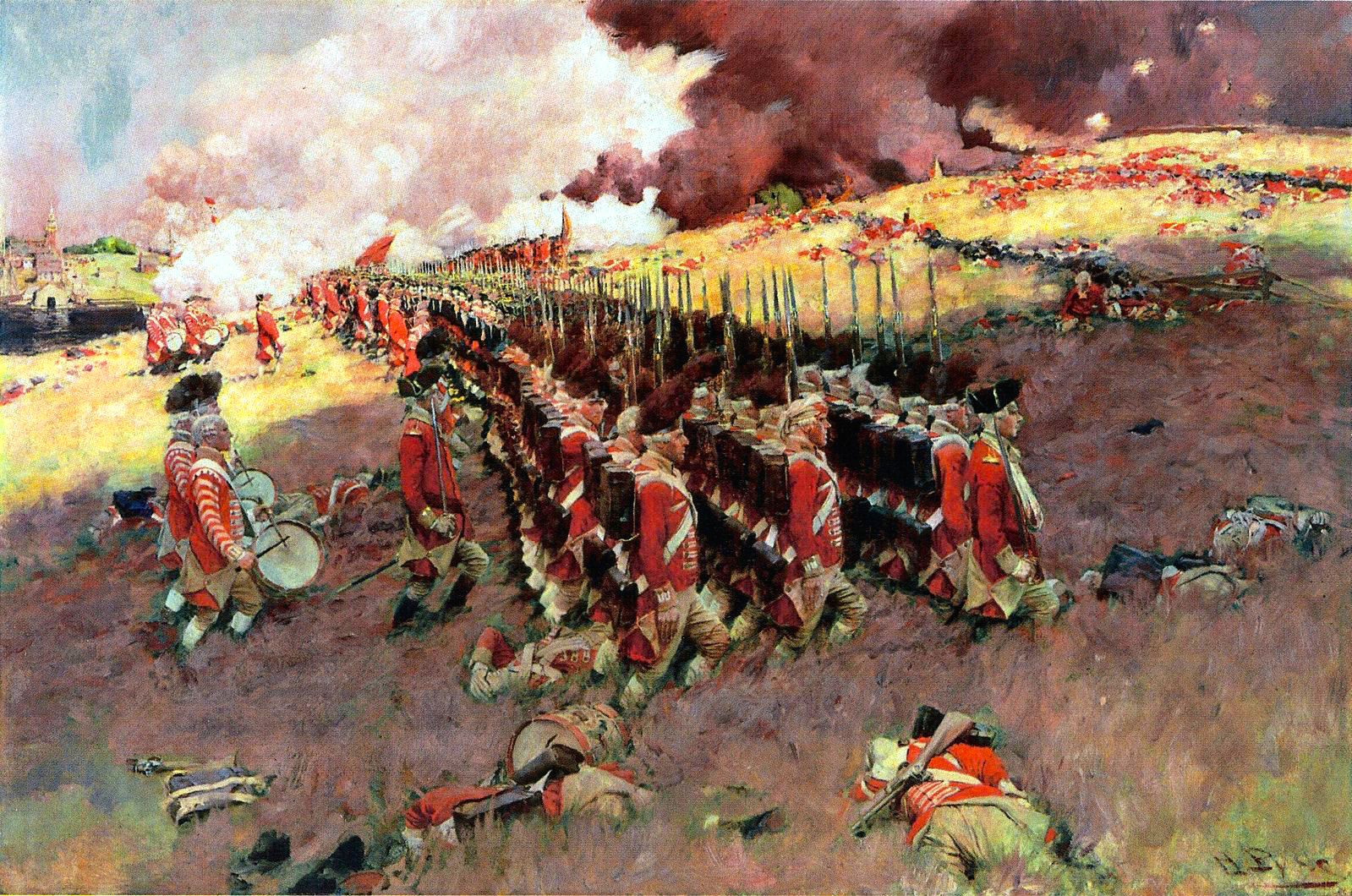
Битва при Банкер-Хилле, Говард Пайл. 1897 год

В течение мая британцы должны были набрать около 6000 человек. 25 мая прибыли три генерала Уильям Хау, Джон Бергойн и Генри Клинтон. Гейдж начал планировать, как вырваться из города.
План, принятый британским командованием, состоял в том, чтобы укрепить Банкер-Хилл и Дорчестер-Хайтс.
Они назначили дату 18 июня взятием Дорчестер-Хайтс. 15 июня Комитет безопасности колонистов узнал о планах Британии. В ответ они направили генералу Артемусу Уорду указание укрепить холм Банкер и высоты Чарльзтауна; сделать это он приказал полковнику Уильяму Прескотту. В ночь на 16 июня Прескотт провел 1200 человек через Чарльзтаун-Нек и построил укрепления на Банкер-Хилл и Бридс-Хилл.
17 июня в битве за Банкер-Хилл британские войска под командованием генерала Хау взяли полуостров Чарлстаун. Британцы преуспели в своей тактической цели — занять высокие позиции на полуострове Чарльзтаун, но они понесли значительные потери. Приблизительно 1000 человек убиты или ранены, в том числе 92 офицера убиты, британские потери были настолько велики, что не было никаких дальнейших прямых атак на американские войска. Американцы, проиграв битву, снова с некоторым успехом выступили против британских регулярных войск, поскольку они успешно отразили два нападения на Бридс-Хилл во время сражения. С этого момента осада по сути стала патовой.

## Тупик

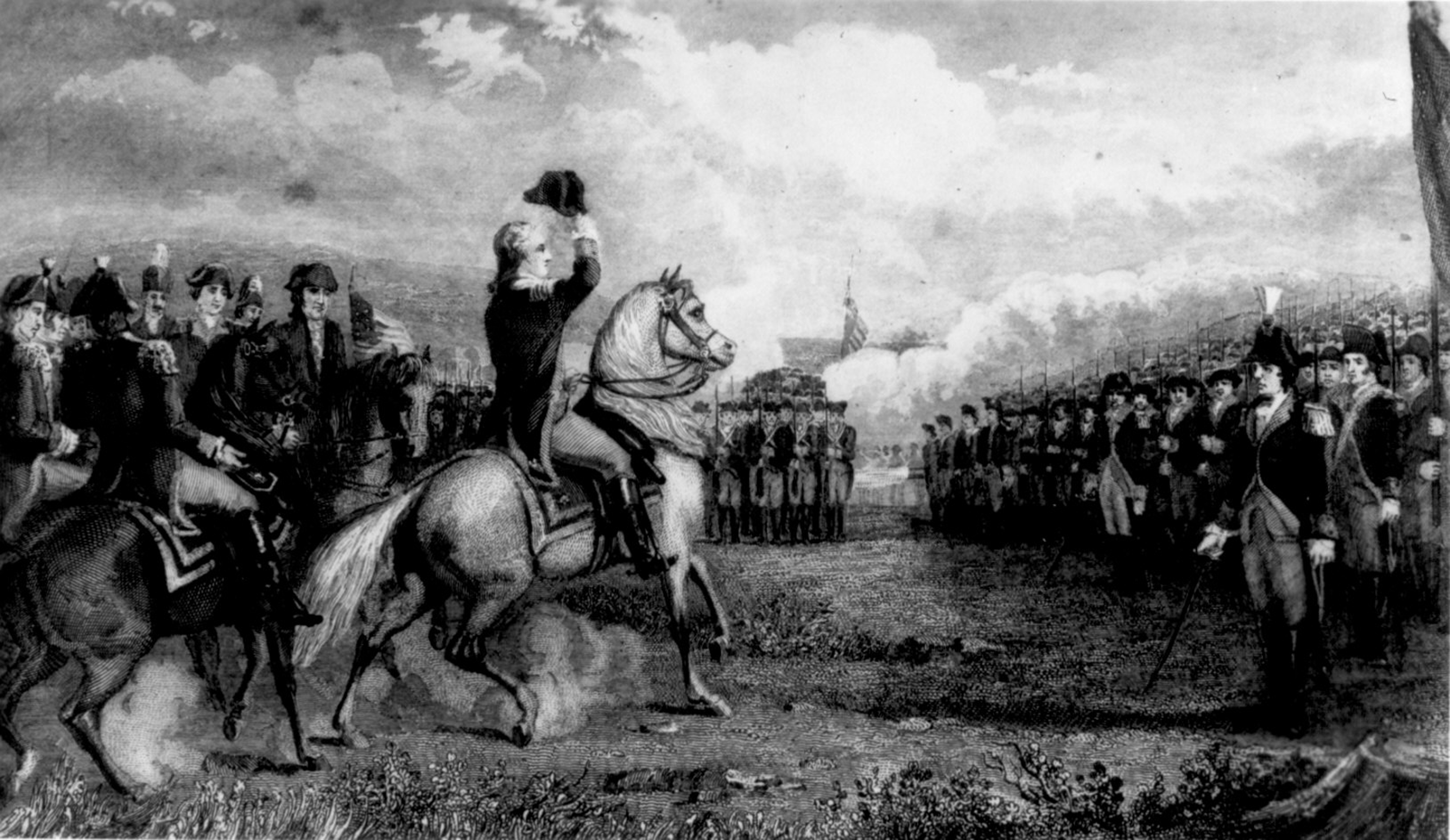
Джордж Вашингтон принимает командование армией

Генерал Джордж Вашингтон прибыл в Кембридж 2 июля. Он основал свою штаб-квартиру в доме Бенджамина Уодсворта в Гарвардском колледже. На следующий день он принял командование недавно сформированной Континентальной армией. К этому времени прибывали силы и припасы, в том числе отряды стрелков из таких далеких мест, как Мэриленд и Вирджиния. Вашингтон начал работу по формированию ополченцев во что-то более похожее на армию, назначая старших офицеров (где ополченцы обычно избирали своих лидеров), и вводя дополнительные организационные и дисциплинарные меры в лагерях ополченцев.
Вашингтон требовал, чтобы офицеры разных рангов носили различную одежду, чтобы их можно было отличить от своих подчиненных и начальников. 16 июля он перенес свою штаб-квартиру в дом Джона Вассалла, также в Кембридже, который позже станет известен как дом Генри Уодсворта Лонгфелло. К концу июля к армии присоединились 2000 пенсильванский сррелков, вооружённых винтовками. Нарезное оружие ранее не использовалось в Новой Англии, и теперь стрелков стали использовать для того, чтобы тревожить противника в укреплениях. Вашингтон также приказал улучшить оборону. Траншеи были вырыты на перешейке Бостона, а затем простирались по всем направлениям Бостона. Однако эти действия мало повлияли на британскую оккупацию. Время от времени были обстреляны рабочие группы, а также часовые. 30 июля, в ответ на американское нападение, британцы отбросили американский авангард и сожгли несколько домов в Роксбери. Четыре дня спустя, 2 августа, американский стрелок был убит, и его тело повесили. В ответ на это другие американские стрелки вышли на линии и начали стрелять по британским войскам. Они продолжали стрелять весь день, убивая и ранив многих британцев, потеряв при этом только одного человека.
30 августа британцы совершили неожиданный прорыв на Бостонском перешейке, подожгли таверну и отошли к обороне. В ту же ночь, 300 американцев напали на остров Лайтхаус (англ. Lighthouse Island) и сожгли маяк, убив несколько британских солдат и пленив 23 солдата, в ответ на гибель одного человека. Ещё одной августовской ночью Вашингтон отправил 1200 человек копать окопы на холме недалеко от Чарльзтаун-Нека. Несмотря на британские бомбардировки, американцы успешно вырыли траншеи.

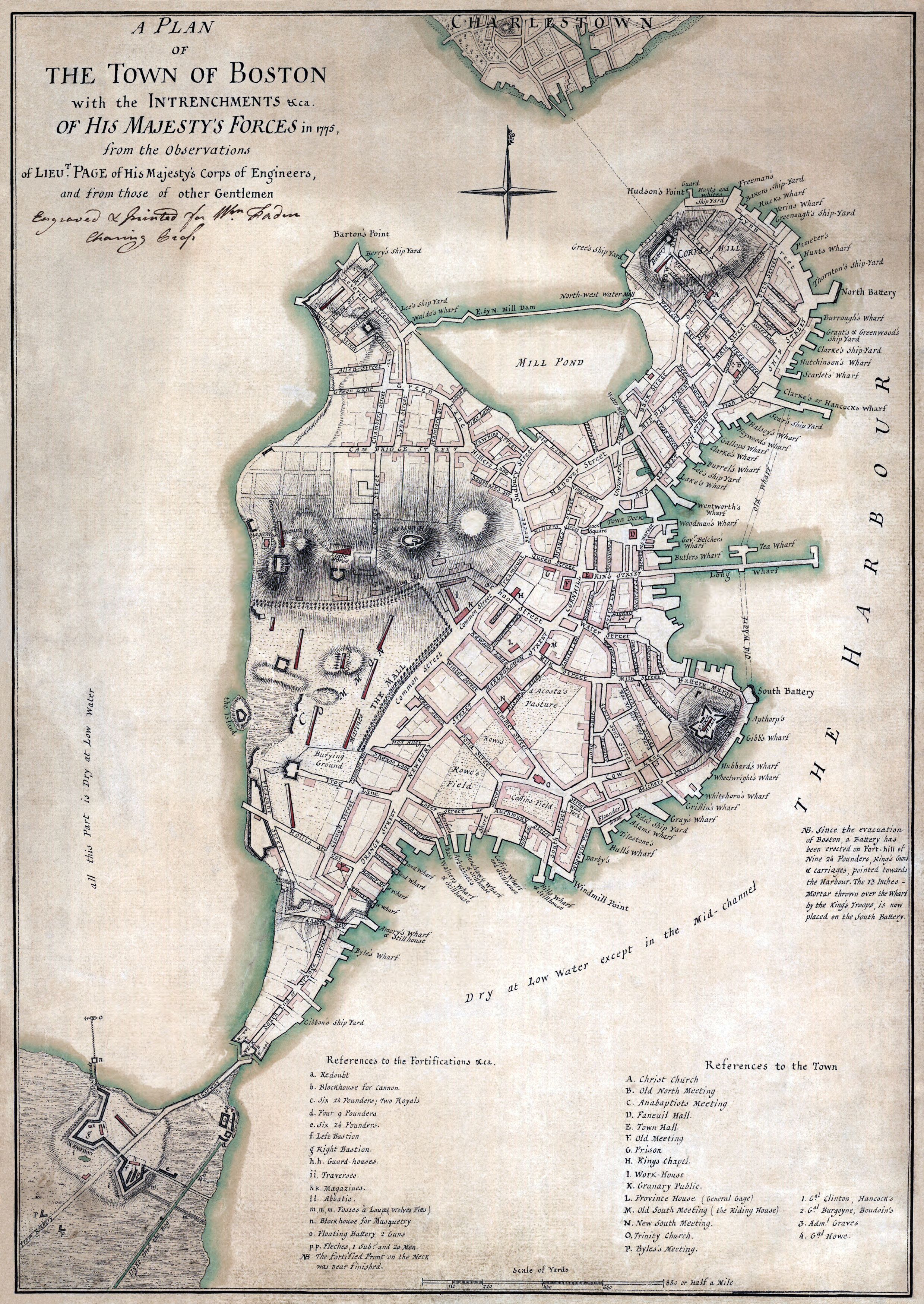
Британская оборона в Бостоне, 1775 год

В начале сентября Вашингтон начал составлять планы на два хода: во-первых, отправить 1000 человек из Бостона и вторгнуться в Квебек, а во-вторых, начать атаку на Бостон. Вашингтон считал, что может позволить себе отправить некоторые войска в Квебек, так как он получил информацию от британских дезертиров и американских шпионов о том, что британцы не собираются начинать атаку из Бостона, пока они не будут усилены. 11 сентября около 1100 военнослужащих под командованием Бенедикта Арнольда отправились в Квебек. Вашингтон созвал военный совет и выдвинул аргумент в пользу полномасштабного десантного нападения на Бостон, направив войска через Бэк-Бэй на лодках, способных вместить по 50 человек каждая. В Вашингтоне считали, что, когда придет зима, будет крайне сложно держать людей вместе. В военном совете план был единодушно отклонен, и было решено не атаковать «по крайней мере, пока это возможно».
В начале сентября Вашингтон санкционировал выделение и оснащение местных рыболовецких судов для сбора разведывательных данных и запрета поставок британцам. Эта деятельность была предшественником Континентального флота, который был создан после британского сожжения Фалмута (современный Портленд, штат Мэн). Провинциальные ассамблеи Коннектикута и Род-Айленда к тому времени также начали вооружать корабли и разрешать частную деятельность.
В начале ноября 400 британских солдат отправились на мыс Лехмера в рейдовой экспедиции, чтобы добыть скот. Они убили 10 голов крупного рогатого скота, но потеряли две жизни в стычке с колониальными войсками, посланными защищать точку. 29 ноября колониальный капитан Джон Мэнли, командующий шхуной «Ли», захватил один из самых ценных призов осады — британскую бригантину «Нэнси», недалеко от Бостонской гавани. Она несла большой запас боеприпасов и военных складов, предназначенных для британских войск в Бостоне.
С приближением зимы обе стороны столкнулись со своими проблемами. У американцев было так мало пороха, что солдатам давали копья для борьбы в случае нападения англичан. Многие американские войска не получали плату за службу, и большая часть зачислений будет готова к концу 1775 года. С британской стороны Хау, который сменил Гейджа в качестве командира в октябре, столкнулся с различными проблемами. Древесины было так мало, что они начали рубить деревья и разрушать деревянные здания, в том числе Старый Северный Дом собраний.
Снабжение города становилось все труднее из-за зимних штормов и роста числа мятежников. Британские войска были настолько голодны, что многие были готовы покинуть страну, как только смогут. Хуже того, в городе вспыхнула цинга и оспа. Вашингтонская армия столкнулась с аналогичными проблемами с оспой, так как солдаты из сельских общин были подвержены этой болезни. Вашингтон переместил зараженные войска в отдельную больницу, единственный доступный вариант, учитывая общественное клеймо против прививок.
Вашингтон снова предложил напасть на Бостон в октябре, но его офицеры решили, что лучше подождать, пока гавань не замерзнет. В феврале, когда вода замерзла между Роксбери и Бостон-Коммон, Вашингтон подумал, что, несмотря на нехватку порошка, он попытается совершить нападение, бросившись через лед; но его офицеры снова советовали против этого. Желание Вашингтона начать атаку на Бостон возникло из его страха, что его армия дезертирует зимой, и из-за того, как легко он знал, что Хау может сломать линию своей армии в её нынешнем состоянии. Он ещё не понял, как полностью он может доверять бездействию Хау; он с большой неохотой отказался от атаки по льду в обмен на более осторожный план укрепления фортификаций Дорчестер-Хайтс с помощью пушки, прибывшей из форта Тикондерога.
В середине января по приказу из Лондона британский генерал-майор Генри Клинтон и небольшой флот отправились в Каролину с 1500 человек. Их целью было объединить силы с дополнительными войсками, прибывающими из Европы, и занять порт в южных колониях для дальнейших военных действий. В начале февраля британская рейдерская группа пересекла лед и сожгла несколько фермерских домов в Дорчестере.

## Конец осады

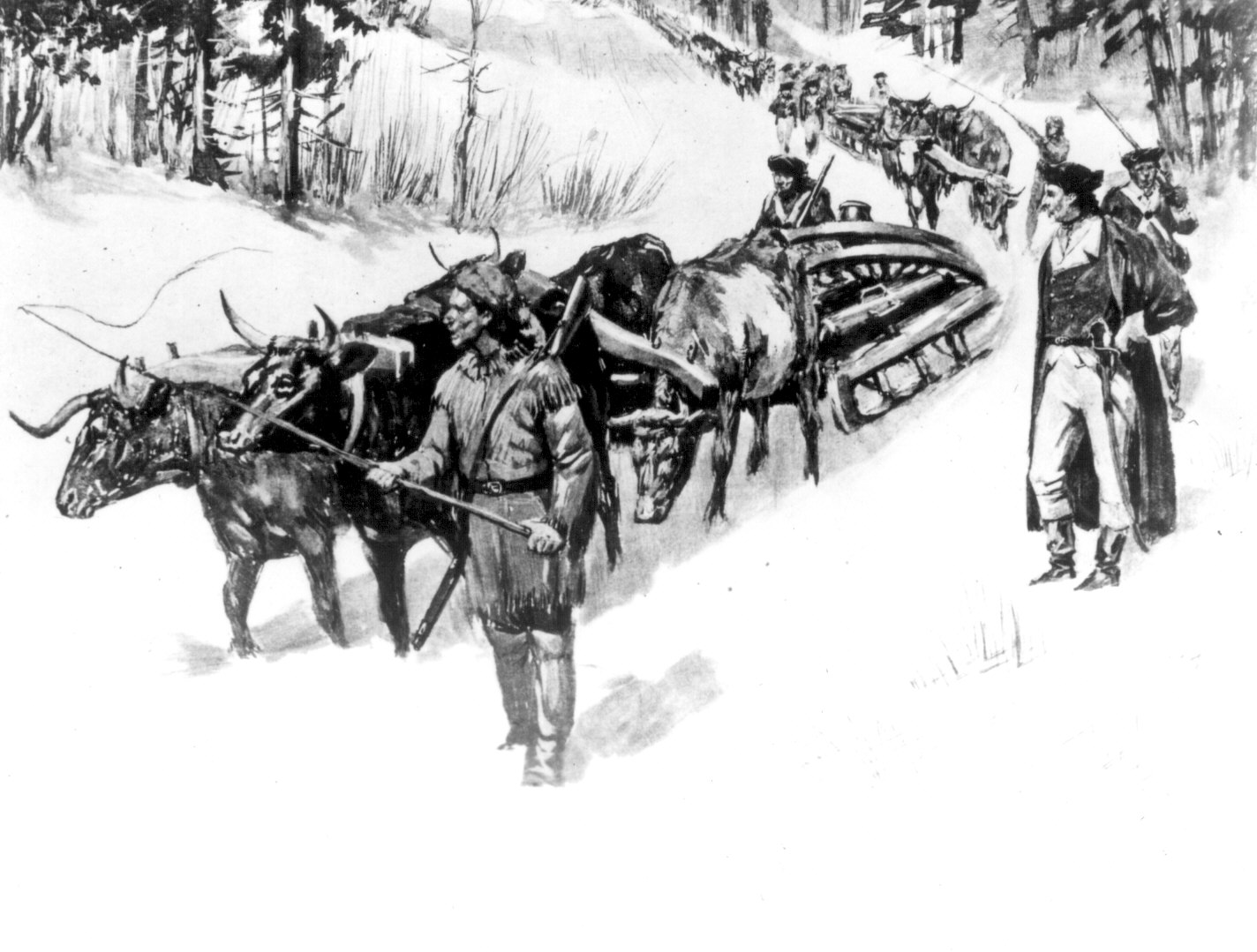
Генри Нокс везёт свой «благородный поезд» артиллерии в Кембридж

### Экспедиция Нокса
В период с ноября 1775 года по февраль 1776 года полковник Генри Нокс и группа инженеров использовали санки, чтобы забрать 60 тонн тяжелой артиллерии, которая была захвачена в форте Тикондерога. Переправив их через замерзшие реки Гудзон и Коннектикут в сложнейшей операции, они вернулись в Кембридж 24 января 1776 года.

### Фортификация Дорчестер-Хайтс
Некоторые из пушек, захваченных в Тикондероге, которые имели размеры и диапазон (ранее недоступные американцам) были размещены в укреплениях вокруг города, и в ночь на 2 марта 1776 года американцы начали бомбардировать город этими пушками, на что британцы ответили мощными канонадами. Американские пушки под руководством полковника Нокса продолжали вести перестрелку с англичанами до 4 марта. Перестрелка нанесла небольшой ущерб обеим сторонам, хотя она нанесла его домам и убила некоторых британских солдат в Бостоне.
5 марта Вашингтон перенес ещё одну пушку из Тикондерога и направил несколько тысяч человек за одну ночь, чтобы занять Дорчестер-Хайтс, с видом на Бостон. Поскольку была зима, земля замерзла, что сделало рытье траншей нецелесообразным. Руфус Путнэм разработал план укрепления высот, используя оборону, сделанную из тяжелых лесоматериалов и фашин. Они были изготовлены без присмотра британцев и привезены в одночасье. Говорят, что генерал Хау воскликнул: «Боже мой, эти ребята проделали больше работы за одну ночь, чем я мог бы заставить свою армию сделать за три месяца». Британский флот находился в пределах досягаемости американских орудий на Дорчестер-Хайтс, подвергая себя и войска в городе в опасность.
Незамедлительный ответ англичан представлял с собой двухчасовой пушечный обстрел на высотах, который не имел никакого эффекта, потому что британские орудия не могли достичь американских на такой высоте. После провала заграждения, Хау и его офицеры согласились, что колонисты должны быть вытеснены с высоты, если они хотят удержать Бостон. Они планировали штурм высот; однако из-за шторма атака не состоялась, и британцы решили вместо этого уйти.

8 марта некоторые видные бостонцы отправили письмо Вашингтону, в котором говорилось, что англичане не разрушат город, если им будет позволено покинуть город без ответного огня. Вашингтон получил письмо, но формально отклонил его, так как оно не было адресовано ему ни по имени, ни по названию. Однако письмо имело ожидаемый эффект: когда началась эвакуация, не было никакого американского огня, который мог бы помешать британскому отъезду. 9 марта, увидев движение на холме Нук в Дорчестере, англичане открыли массированный огонь, который продолжался всю ночь. Он убил четырёх человек одним пушечным ядром, но это был весь ущерб, который был нанесен в тот день. На следующий день колонисты вышли и собрали 700 пушечных ядер, которые были выпущены по ним.

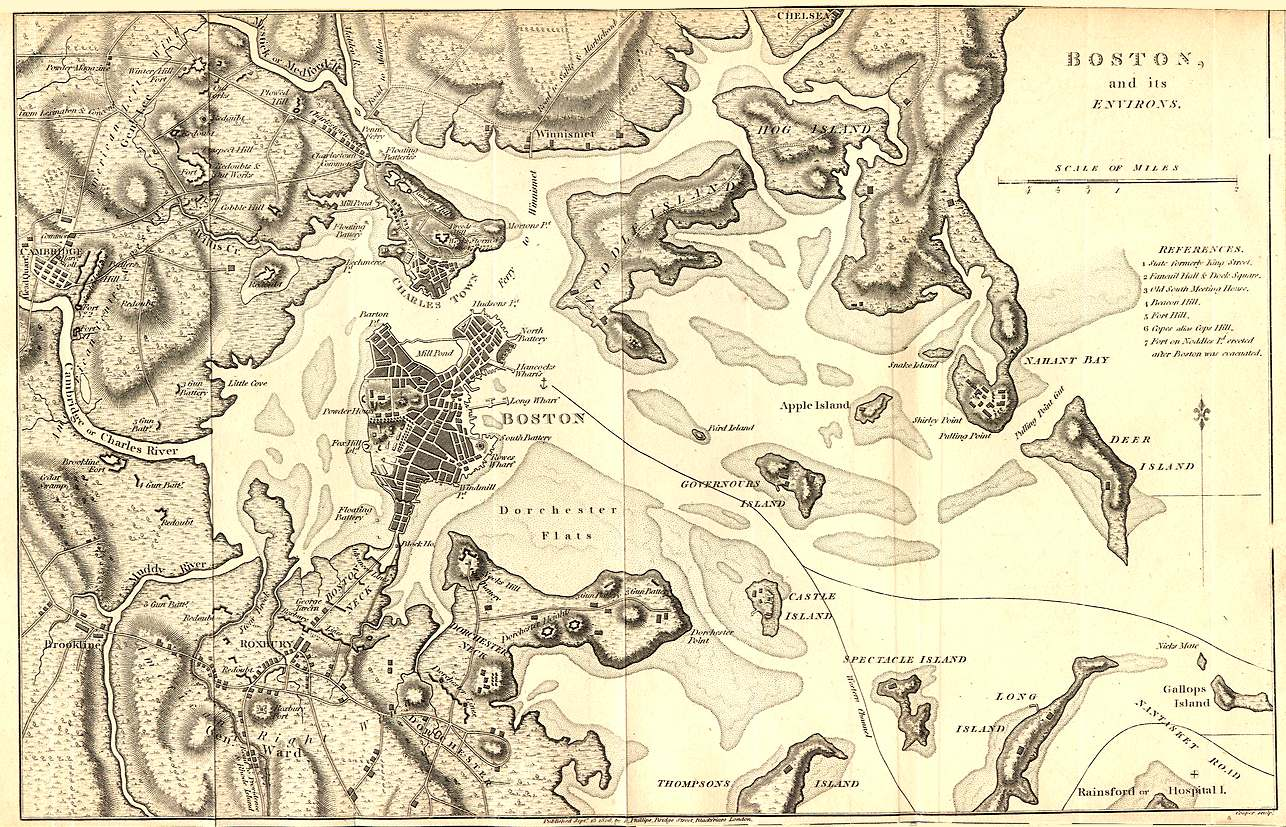
Карта, показывающая Бостон и окрестности, в том числе Банкер-Хилл, Дорчестер-Хайтс и расположение войск генерала Артемуса Уорда во время осады Бостона. Из «Жизни Маршалла Вашингтона» (1806)

### Эвакуация
10 марта 1776 года генерал Хау издал прокламацию, предписывающую жителям бросать все льняные и шерстяные товары, которые могли использоваться колонистами для продолжения войны. Лоялист, Крин Брюш, был уполномочен получать эти товары, в обмен на которые он давал сертификаты, которые были фактически бесполезными. В течение следующей недели британский флот сидел в бостонской гавани в ожидании благоприятных ветров, в то время как лоялисты и британские солдаты были загружены на корабли. В течение этого времени американская военно-морская деятельность за пределами гавани успешно захватила и перенаправила в порты, находящиеся под колониальным контролем, несколько британских судов снабжения.
15 марта ветер стал благоприятным, но прежде чем они смогли уйти, он обернулся против них. 17 марта ветер снова стал благоприятным. Войска, которым было разрешено сжечь город, если будут какие-то беспорядки, когда они шли к своим кораблям, начали отходить в 4:00 утра. К 9:00 утра все корабли были в движении. Флот, отправляющийся из Бостона, насчитывал 120 кораблей, на борту которых находилось более 11 000 человек. Из них 9 906 были британские войска, 667 были женщины и 553 были дети.

## Последствия

### «Американская уборка»
Как только британский флот уплыл, американцы выдвинулись вперёд, чтобы вернуть Бостон и Чарльзтаун. Сначала они думали, что британцы все ещё находятся на Банкер-Хилл. Из-за риска заболевания оспой поначалу только мужчины, отобранные по причине их иммунитета, вошли в Бостон под командованием отделения Артемуса Уорда. Большая часть колониальной армии вступила 20 марта 1776 года, когда риск заболевания был оценен как низкий. Хотя Вашингтон по существу согласился с британской угрозой сжечь Бостон и не препятствовал их отъезду из города, он не сделал их побег из внешней гавани совсем легким. Он поручил капитану Джону Мэнли преследовать уходящий британский флот. Мэнли захватил корабль, на котором капитан Крин Брюш увозил награбленное из Бостона.
Генерал Хау, когда его флот окончательно покинул внешнюю гавань, оставил после себя небольшой контингент судов, основной целью которых было перехватить любые прибывающие британские суда. В то время как они успешно перенаправили в Галифакс многочисленные корабли с британскими войсками, первоначально предназначавшимися для Бостона, некоторые ничего не подозревающие британские военные корабли высадились в Бостоне, попав, таким образом в руки американских колонистов.
Британский отъезд завершил основные военные действия в колониях Новой Англии. Вашингтон, опасаясь, что британцы собираются атаковать Нью-Йорк, 4 апреля отправился со своей армией в Манхэттен, начав кампанию в Нью-Йорке и Нью-Джерси.

## Судьба британских генералов
Генерал Хау будет подвергнут жесткой критике в британской прессе и парламенте за его неудачи в Бостонской кампании, но останется командующим ещё два года: за кампанию в Нью-Йорке и Нью-Джерси и за кампанию в Филадельфии. Генерал Гейдж никогда не получит другую боевую команду (отряд). Генерал Бургойн примет командование в Саратогской компании, которую посчитает катастрофической, в результате которой его захватят, а также 7500 военнослужащих под его командованием. Генерал Клинтон будет командовать британскими войсками в Америке в течение четырёх лет (1778—1782).

### Судьба лоялистов
Многие лоялисты из Массачусетса уехали с англичанами, когда те эвакуировались из Бостона. Некоторые отправились в Англию, чтобы восстановить там жизнь, а некоторые вернулись в Америку после войны. Многие остались в Новой Шотландии, поселившись в таких местах, как Сент-Джон, и многие стали активными в будущем развитии Новой Шотландии и Нью-Брансуика.

### Судьба Бостона
После осады Бостон фактически перестал быть военной целью, но продолжал оставаться центром революционной деятельности, а его порт выступал в качестве важного пункта для подгонки военных кораблей и каперов. Его ведущие граждане будут играть важную роль в развитии будущих Соединенных Штатов. Бостон и другие местные сообщества отмечают конец осады 17 марта как День эвакуации.

### Статьи
- Timothy Newell. A journal kept during the time yt Boston was shut up in 1775-6 (англ.) // Collections of the Massachusetts Historical Society : journal. — 1852. — Vol. 1.
- Centennial Reading: The Siege of Boston, Bulletin of the Boston Public Library, vol. 5, July 1883, pp. 388–389